# Septembrie 2009
Acest articol este generat integral pe baza informațiilor din articolul 2009 și este actualizat periodic de un robot.
 Editările făcute în articol vor fi șterse la următoarea actualizare! Dacă doriți să faceți modificări, editați articolul-sursă.

ianuarie -
februarie -
martie -
aprilie -
mai -
iunie -
iulie -
august -
septembrie -
octombrie -
noiembrie -
decembrie
Septembrie 2009 a fost a noua lună a anului și a început într-o zi de marți.

## Evenimente

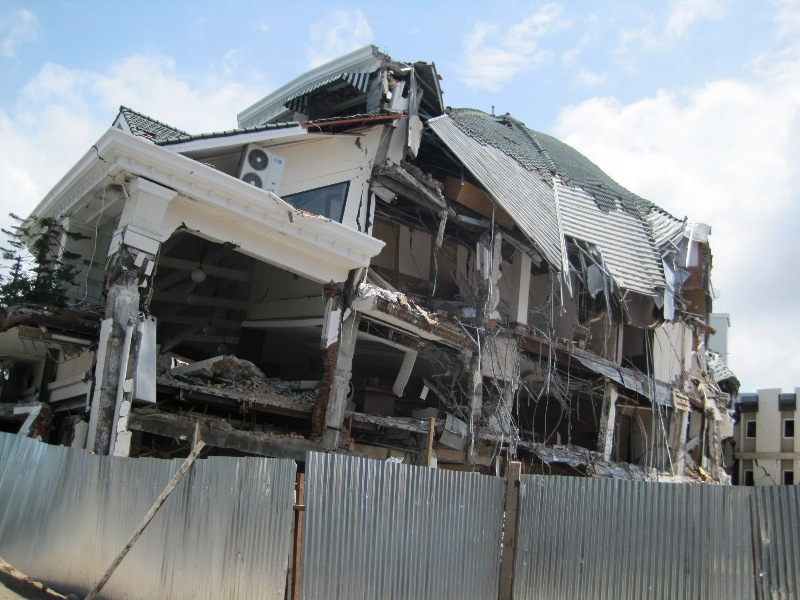
30 septembrie: Cutremur în Sumatra

- 11 septembrie: Mihai Ghimpu, numit în funcția de președinte al Parlamentului pe 28 august, a devenit președinte interimar al Republicii Moldova.[1]
- 14 septembrie: Alegeri parlamentare în Norvegia.
- 21-27 septembrie: A 17-a ediție a turneului de tenis Open România câștigată de spaniolul Albert Montañés în fața argentinianului Juan Mónaco.
- 27 septembrie: Alegeri federale în Germania. În funcția de cancelar a fost realeasă Angela Merkel.
- 27 septembrie: Regizorul franco-polonez, Roman Polanski, este arestat în Elveția, în urma lansării autorităților americane a unei operațiuni de căutare internațională începând din anul 2005. Polanski ajunsese în Elveția cu intenția de a participa la Festivalul Internațional de Film de la Zürich.
- 28 septembrie: Cel puțin 157 de demonstranți sunt uciși de către armata guineeană în timpul unui protest împotriva guvernului care a venit la putere printr-o lovitură de stat în anul precedent.
- 30 septembrie: Un cutremur de magnitudine 7,6 grade pe scara Richter lovește Sumatra, Indonezia, cu un maxim de intensitate VIII Mercalli (sever), bilanțul este de 1.110 decese.

## Decese
- 2 septembrie: Guy Babylon, 52 ani, claviaturist și compozitor american (n. 1956)
- 3 septembrie: Christine D'haen, 85 ani, scriitoare belgiană (n. 1923)
- 3 septembrie: Christine D'Haen, scriitoare belgiană (n. 1923)
- 6 septembrie: Damian Necula, 72 ani, poet și scriitor român (n. 1937)
- 7 septembrie: Norman West, 73 ani, politician britanic (n. 1935)
- 8 septembrie: Ray Barrett (Raymond Charles Barrett), 82 ani, actor australian (n. 1927)
- 8 septembrie: Aage Niels Bohr, 87 ani, fizician danez, laureat al Premiului Nobel (1975), (n. 1922)
- 11 septembrie: Felicia-Sofia Șerban, 71 ani, lingvistă română (n. 1938)
- 12 septembrie: Norman Ernest Borlaug, 95 ani, agronom american, laureat al Premiului Nobel (1970), (n. 1914)
- 12 septembrie: Antônio Olinto (scriitor), 90 ani, scriitor, poet, eseist și traducător brazilian (n. 1919)
- 12 septembrie: Antônio Olinto Marques da Rocha, scriitor brazilian (n. 1919)
- 14 septembrie: Patrick Swayze (Patrick Wayne Swayze), 57 ani, actor și dansator american (n. 1952)
- 15 septembrie: Nicu Constantin, 71 ani, actor român (n. 1939)
- 17 septembrie: Dick Durock, 72 ani,  actor și cascador american (n. 1937)
- 18 septembrie: Irving Kristol, 89 ani, jurnalist american (n. 1920)
- 19 septembrie: Elizaveta Mukasei, 97 ani, spioană sovietică (n. 1912)
- 23 septembrie: Ertuğrul Osman Osmanoğlu, 90 ani, șef al casei dinastice Osman din Turcia (n. 1919)
- 24 septembrie: Stelian Tăbăraș (Tăbărași), 69 ani, scriitor român (n. 1939)
- 25 septembrie: István Bujtor, 67 ani, actor maghiar (n. 1942)
- 25 septembrie: Alicia de Larrocha (Alicia de Larrocha y de la Calle), 86 ani, pianistă spaniolă (n. 1923)
- 28 septembrie: Apostolos Papakonstantinou, 84 ani, teolog ortodox grec (n. 1924)
- 28 septembrie: Nicolae Pleșiță, 80 ani, general în cadrul DSS, torționar al regimului comunist român (n. 1929)
- 28 septembrie: Daniel Thellmann, 49 ani, politician român (n. 1960)